# ASDG Comense 1872
Associazione Sportiva Dilettantistica Ginnastica Comense 1872 is een professionele dames basketbalclub uit Como, Italië die uitkomt in de Lega Basket Serie A.

## Geschiedenis
Associazione Sportiva Dilettantistica Ginnastica Comense 1872 is opgericht in 1872. Het dames basketbalteam werd in 1945 opgericht. Ze worden zestien keer Landskampioen van Italië in 1950, 1951, 1952, 1953, 1991, 1992, 1993, 1994, 1995, 1996, 1997, 1998, 1998, 1999, 2002 en 2004. Ook worden ze vier keer tweede in de Serie A. Ook worden ze vijf keer Bekerwinnaar van Italië in 1993, 1994, 1995, 1997 en 2000. In 1991 haalde Comense de finale om European Cup Liliana Ronchetti. Ze verloren van hun landgenoten Basket Femminile Milano over twee wedstrijden met een totaalscore van 145-152. In de EuroLeague Women haalde Pool Comense vier keer oprij de finale en won er twee. In 1993 verloren ze van Dorna Godella Valencia uit Spanje met 58-66 na verlenging. In 1994 wonnen ze van Dorna Godella Valencia uit de Spanje met 79-68. In 1995 wonnen ze opnieuw van Costa Naranja Godella Valencia uit de Spanje. Nu met 64-57. In 1996 verloren ze van BTV Wuppertal uit Duitsland met 62-76. In 1999 verloren ze de finale van MBK Ružomberok uit Slowakije met 48-63.

## Erelijst
- Landskampioen Italië: 15
  - Winnaar: 1950, 1951, 1952, 1953, 1991, 1992, 1993, 1994, 1995, 1996, 1997, 1998, 1999, 2002, 2004
  - Tweede: 1954, 1990, 2001, 2003

- Bekerwinnaar Italië: 5
  - Winnaar: 1993, 1994, 1995, 1997, 2000
  - Runner-up: 1996, 2001, 2003

- Supercupwinnaar Italië: 6
  - Winnaar: 1996, 1998, 1999, 2000, 2001, 2004
  - Runner-up: 1997, 2002, 2003

- EuroLeague Women: 2
  - Winnaar: 1994, 1995
  - Runner-up: 1993, 1996, 1999

- European Cup Liliana Ronchetti:
  - Runner-up: 1991

## Bekende (oud)-spelers
- Stefania Passaro
- Liliana Ronchetti
- Franca Ronchetti
- Francesca Zara
- Jurgita Štreimikytė-Virbickienė
- Svetlana Koeznetsova

## Bekende (oud)-coaches
- Aldo Corno